# Provinciale weg 222
De provinciale weg 222 (N222) is een provinciale weg in de provincie Zuid-Holland. De weg vormt een verbinding tussen de N213 ten oosten van Naaldwijk en de N211 (Ring Den Haag) nabij Wateringen.
De weg is uitgevoerd als tweestrooks-gebiedsontsluitingsweg met een maximumsnelheid van 80 km/h. De rijbanen worden fysiek van elkaar gescheiden door een middenberm. Kruisingen met andere wegen zijn overwegend aangelegd als rotonde.
De weg is in 1998 geopend, tezamen met de N211 tussen Wateringen en de aansluiting Den Haag-Zuid en de A4 tussen dezelfde aansluiting en Knooppunt Ypenburg. De weg vormt daarmee een belangrijke ontsluitingsweg voor het veilingcomplex FloraHolland. De straatnaam verwijst naar deze functie, over de gehele lengte draagt de weg de naam Veilingroute.
Op 15 maart 2018 werd de Westlandroute (voorheen Verlengde Veilingroute) geopend. Deze verbinding begint ter hoogte van de Lange Broekweg, waar de N222 voorheen afboog. Vanaf hier gaat de N222 direct richting het Vlietpolderplein. Deze verbinding was onderdeel van het 3-in-1 project van de Gemeente Westland.
De weg is over de volledige lengte onderdeel van de Europese weg 30.
N23 · N194 · N196 · N197 · N198 · N199 · N200 · N201 · N202 · N203 · N204 · N205 · N206 · N207 · N208 · N209 · N210 · N211 · N212 · N213 · N214 · N215 · N216 · N217 · N218 · N219 · N220 · N221 · N222 · N223 · N224 · N225 · N226 · N227 · N228 · N229 · N230 · N231 · N232 · N233 · N234 · N235 · N236 · N237 · N238 · N239 · N240 · N241 · N242 · N243 · N244 · N245 · N246 · N247 · N248 · N249 · N250 · N307

N401 · N402 · N403 · N404 · N405 · N406 · N407 · N408 · N409 · N410 · N411 · N412 · N413 · N414 · N415 · N416 · N417 · N418 · N419 · N420 · N421 · N439 · N440 · N441 · N442 · N443 · N444 · N445 · N446 · N447 · N448 · N449 · N450 · N451 · N452 · N453 · N454 · N455 · N456 · N457 · N458 · N459 · N460 · N461 · N462 · N463 · N464 · N465 · N466 · N467 · N468 · N469 · N470 · N471 · N472 · N473 · N474 · N475 · N476 · N477 · N478 · N479 · N480 · N481 · N482 · N483 · N484 · N487 · N488 · N489 · N490 · N491 · N492 · N493 · N494 · N495 · N496 · N497 · N498 · N501 · N502 · N503 · N504 · N505 · N505 (Andijk) · N506 · N507 · N508 · N509 · N510 · N511 · N512 · N513 · N514 · N515 · N516 · N517 · N518 · N519 · N520 · N521 · N522 · N523 · N524 · N525 · N526 · N527 · N806 · N830 · N848

Cursief vermelde wegen zijn voormalige Provinciale wegen